# Figa
Figa (ungarisch Füge oder Gömörfüge) ist eine Gemeinde in der Süd-Mitte der Slowakei mit 421 Einwohnern (Stand 31. Dezember 2024), die im Okres Rimavská Sobota, einem Kreis des Banskobystrický kraj, liegt und zur Landschaft Gemer gezählt wird.

## Geographie

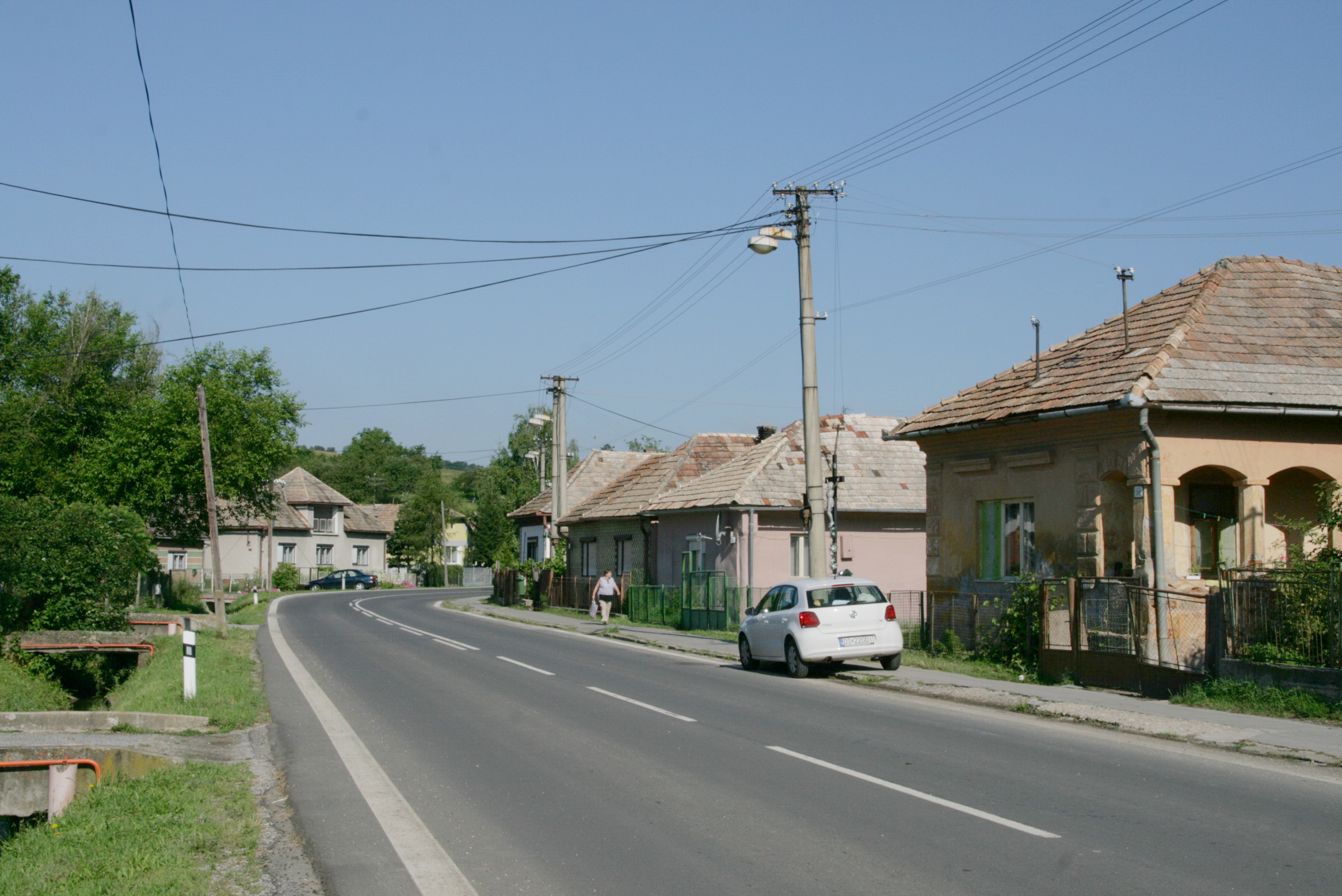
Blick auf die Hauptstraße von Figa

Die Gemeinde befindet sich im Osten des Talkessels Rimavská kotlina, einem Teil der größeren Einheit Juhoslovenská kotlina, im Tal des Baches Kaloša. Das Ortszentrum liegt auf einer Höhe von 196 m n.m. und ist acht Kilometer von Tornaľa sowie 20 Kilometer von Rimavská Sobota entfernt.
Nachbargemeinden sind Žiar im Norden, Stránska im Osten, Rumince im Süden, Barca im Westen sowie Kaloša im Westen und Nordwesten.

## Geschichte

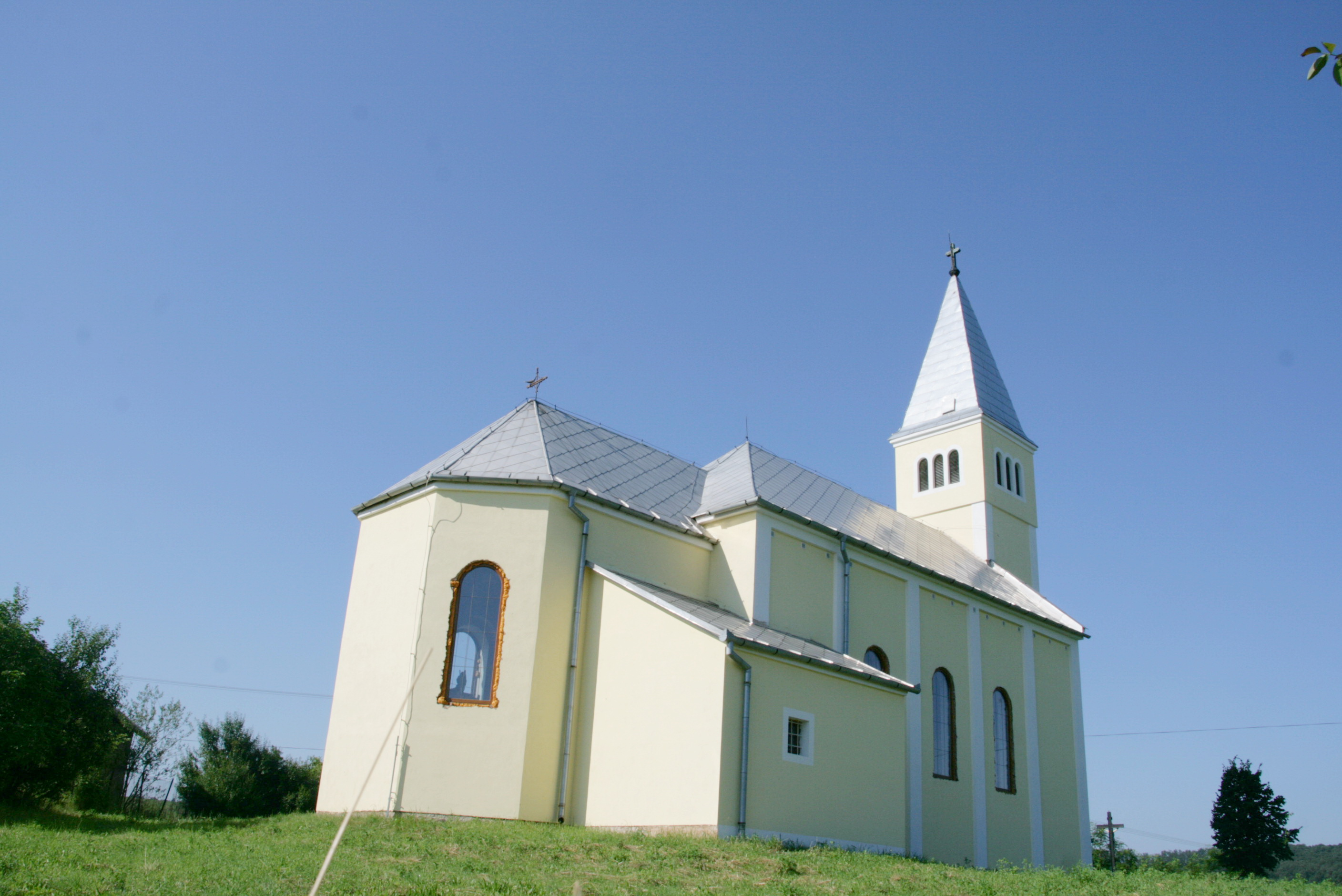
Römisch-katholische Kirche

Der Ort entstand im 10. und 11. Jahrhundert und erhielt seinen Namen nach der altungarischen Familie Fügei, die das umliegende Land als Belohnung von Stephan I. dem Heiligen erhielt. Zum ersten Mal wurde Figa im Jahr 1294 (andere Quellen 1244) als Fygey schriftlich erwähnt und teilte sich damals in zwei Teilorte: Alsófüge und Felsőfüge, die erst im 19. Jahrhundert wieder zusammengeschlossen wurden. Während der Türkenkriege verließen viele Einwohner den Ort. 1828 zählte man 70 Häuser und 579 Einwohner, davon 40 Edelmänner. Traditionelle Haupteinnahmequelle war und ist Landwirtschaft.
Bis 1918/1919 gehörte der im Komitat Gemer und Kleinhont liegende Ort zum Königreich Ungarn und kam danach zur Tschechoslowakei beziehungsweise heute Slowakei. Zwischen 1938 und 1944 lag er aufgrund des Ersten Wiener Schiedsspruches noch einmal in Ungarn.
Im Rahmen des tschechoslowakisch-ungarischen Bevölkerungsaustausches kamen im Jahr 1947 slowakische Familien aus Ungarn nach Figa. 1952 wurde die LPG gegründet.

## Bevölkerung
| Jahr                | 1994 | 2004    | 2014     | 2024    |
| ------------------- | ---- | ------- | -------- | ------- |
| Anzahl der Personen | 372  | 379     | 423      | 421     |
| Unterschied         |      | +1,88 % | +11,60 % | −0,47 % |

| Jahr                | 2023 | 2024    |
| ------------------- | ---- | ------- |
| Anzahl der Personen | 426  | 421     |
| Unterschied         |      | −1,17 % |

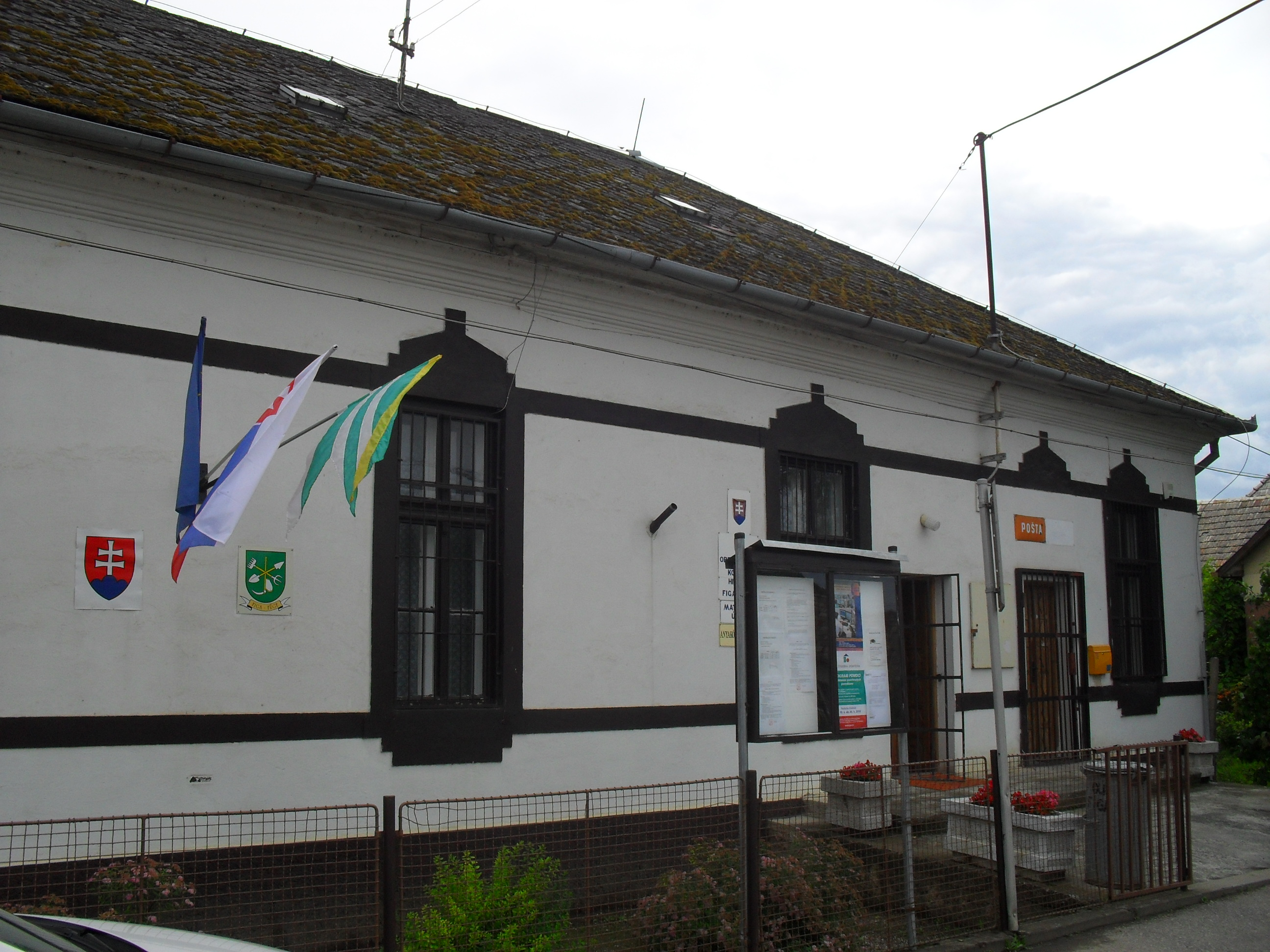
Sitz der Gemeindeverwaltung und der örtlichen Postfiliale

Gemäß der Volkszählung 2011 wohnten in Figa 418 Einwohner, davon 176 Magyaren, 171 Slowaken, 44 Roma und 2 Tschechen. 25 Einwohner machten keine Angabe zur Ethnie.
217 Einwohner bekannten sich zur römisch-katholischen Kirche, 25 Einwohner zur reformierten Kirche, 11 Einwohner zu den Zeugen Jehovas, 8 Einwohner zur Evangelischen Kirche A. B. sowie jeweils 1 Einwohner zur evangelisch-methodistischen Kirche und zur griechisch-katholischen Kirche; 1 Einwohner bekannte sich zu einer anderen Konfession. 126 Einwohner waren konfessionslos und bei 29 Einwohnern wurde die Konfession nicht ermittelt.

## Bauwerke
- römisch-katholische Kirche aus dem Jahr 1810
- Herrenhaus im klassizistischen Stil aus der Mitte des 19. Jahrhunderts

## Verkehr
Durch Figa verläuft die Straße 1. Ordnung 50 zwischen Rimavská Sobota und Tornaľa. Seit 2008 ist eine Ortsumgehung im Zuge der Schnellstraße R2 in Betrieb.
Der nächste Bahnhof ist Tornaľa an der Bahnstrecke Bánréve–Dobšiná (hier Teil der Kursbuchstrecke 160) in acht Kilometer Entfernung.